# 7 Gwardyjska Armia Ogólnowojskowa
7 Armia (ros. 7-я армия) – związek operacyjny Armii Radzieckiej z okresu zimnej wojny.

## Struktura organizacyjna
w 1990
w składzie Zakaukaski Okręg Wojskowy
- 15 Dywizja Zmechanizowana[a]
- 75 Dywizja Zmechanizowana[b]
- 127 Dywizja Zmechanizowana[c]
- 164 Dywizja Zmechanizowana[a]
- 176 Brygada Rakiet Operacyjno-Taktycznych
- 59 Brygada Rakiet Przeciwlotniczych
- 943 pułk artylerii rakietowej
- 217 pułk artylerii
- 77 pułk łączności
- 167 pułk radiotechniczny
- 292 pułk śmigłowców bojowych